# 新塬镇
新塬镇，是中华人民共和国甘肃省白银市会宁县下辖的一个乡镇级行政单位。
2016年6月8日，甘肃省民政厅批复同意撤销新塬乡，设立新塬镇。

## 行政区划
新塬镇下辖以下地区：
新塬村、上塬村、杨家河坝村、老庄河村、常家坪村、杨家坪村、孟家塬村、东塬村和甘岔村。